# باب مرزوقة
باب مرزوقة قرية مغربية شمال المملكة، تنتمي إلى إقليم تازة الساحلي، شرقي مدينة فاس، تضم بلدة باب مرزوقة 20.846 نسمة (إحصاء 2004).
وتضم عدة دواوير، منها دوار الطواهر، ودوار الزاوية، وأهل الواد، والمحكمة، والزريرب.

## التعريف بالجماعة
الشرق: جماعتا كلدمان وتازة؛ الغرب: الجماعة القروية غياثة الغربية؛ الشمال: الجماعات القروية مكناسة الشرقية، مكناسة الغربية وأولاد الشريف؛ الجنوب: الجماعة القروية باب بودير. المساحة الكلية للجماعة: حوالي 223 كلم2.
أسماء بعض الدواوير: أصدور، الشقة، جبل أهل السبت، زاوية سيدي بوسلهام، قصبة بادل، زاوية سيدي شحايب، حيمان، بني وجان، فندق بادل، النفق، طواهر الجبل...

## المعطيات الطبيعية
- المجاري المائية: مجموعة من الأودية تخترق الجماعة، أهمها وادي إيناون ووادي لحضر.
- المساحة الغابوية: 2.578 هكتار.

## معطيات ديمغرافية وسوسيو اقتصادية
```
حسب إحصاء سنة 2004: بلغ عدد سكان الجماعة 20846 نسمة حسب إحصاء 2004 موزعين على 3173 وحدة أسرية أسرية، حيث يشكل الذكور نسبة 49.45% مقابل 50.54% للإناث، ويتميز هرم الأعمار بهيمنة الفئة النشيطة (15-59 سنة) بنسبة 59%، تليها فئة الصغار في سن التمدرس بنسبة 20.9.% تم فئة الأطفال الذين لا يتجاوز أعمارهم 6 سنوات بنسبة 11.2 %، في حين أن نسبة الشيوخ الذين تجاوز أعمارهم 60 سنة بلغت 8.8%.
```

- معدل التزايد السنوي ما بين 1994 و2004: 0.1-%.
- توزيع الساكنة حسب الحالة العائلية:
- بلغ معدل الخصوبة 3.8. كما تمثل نسبة الأمية 61% من الساكنة التي يفوق عمرها 10 سنوات حيث 42.8 % منها من الرجال و 76.8 %من النساء.
- المستوى التعليمي:
- يبلغ معدل النشاط 30.1 % حيث يشكل الذكور 53.7% والإناث 6.8 % .

## معطيات خاصة بالسكن
أنماط السكن بالجماعة يظهر من خلال توزيع الأسر حسب نوعية السكن سيادة «السكن القروي» بنسبة 64.7%، والدور المغربية بنسبة 30.4%مع بداية انتشار السكن غير اللائق.توزيع الأسر حسب نوع المسكن
صفة الحيازة يتضح من خلال الجدول الموالي أن 83.3% من الأسر تشغل مساكنها بصفة ملك. إلى جانب ذلك تساهم نسبة المكترين فقط بنسبة 1.9%، في حين أن الأسر التي تقطن بوضعيات آخرى تساهم بنسبة 14.8% (سكن وظيفي أو مجاني..). صفة الحيازة بالمسكن
مدة الإقامة بالجماعة إن 26% من السكان قضوا بالجماعة أكثر من 50 سنة و %37.1 استقروا بها ما بين 20-49 سنة والذين التحقوا بها خلال العشر سنوات الأخيرة فبلغت نسبتهم 15.%توزيع سكان الجماعة حسب مدة الإقامة
تجهيزات المساكن تجهيزات المساكن بالجماعة.

## المرافق العمومية
دار الجماعة، 17 مدرسة ابتدائية، إعدادية، مركز صحي جماعي، دار الطالب، سوق أسبوعي، مكتبين بريديين، محطة هيدرولوجية.

## التجهيزات الأساسية
-لطريق وطنية رقم 6 ؛-خط السكة الحديدية. : -شبكة الطرق يستفيد سكان مركز باب مرزوقة من بئر يقع جنوب المركز مجهز بمضخة ومجموعة إلكتروجينية. : -شبكة الماء الشروب يستفيد من الشبكة كل من مركز باب مرزوقة، تعاونية النجاح، دوار المصارة. : -شبكة الإنارة: غائبة بالجماعة. : -شبكة التطهير

## التعمير
يتوفر مركز باب مرزوقة على تصميم تهيئة في طور الإنجاز. وتعرف الجماعة مشاكل تعميرية وهي: · طبوغرافية المجال صعبة. · تواجد كثيف للسيول والشعاب. · وفرة الأراضي الفلاحية. · مشروع سد الطواهرتغطي حقينته جزء هام من الأراضي الصالحة للتعمير. · بنية النسيج العمراني التي تتسم بعدم الاتصال نظرا لتفاوت مستويات المنحنى (الإلتواءت والمنحدرات الشديدة) وكذا اختراقها بخط السكة الحديدية الذي يوزعها إلى جزئين. · ضعف شبكة الطرق بين مختلف الدواوير؛ · انتشار السكن العشوائي بالدواوير المحيطة بتازة، أصدور، مسارة؛ · تلوث مياه وادي إيناون بسبب النفايات الصلبة والسائلة لمدينة تازة.http://www.region-tat.ma/index.php?news=119%7B%7Bمعلومات مدينة